# Canton de Gabarret
Le canton de Gabarret est une ancienne division administrative française située dans le département des Landes et la région Aquitaine. Il a été supprimé par le nouveau découpage cantonal entré en vigueur en 2015.

## Géographie
Ce canton était organisé autour de Gabarret dans l'arrondissement de Mont-de-Marsan. Son altitude variait de 78 m (Betbezer-d'Armagnac) à 182 m (Parleboscq) pour une altitude moyenne de 144 m.

## Représentation

### Conseillers généraux de 1833 à 2015
| Période | Période      | Identité                                                  | Étiquette             | Qualité |
| ------- | ------------ | --------------------------------------------------------- | --------------------- | --- |
| 1833    | 1836         | Thomas Verdier                                            |                       | Propriétaire à Lagrange                                                                                                   |
| 1836    | 1845         | Bertrand Deblanque                                        |                       | Licencié en droit, rentier, propriétaire à Gabarret                                                                       |
| 1845    | 1855         | Ferdinand Verdier                                         |                       | Inspecteur des finances, Lagrange et Paris Directeur des contributions directes                                           |
| 1855    | 1898         | Jean Louis Adhémar Peyrebère de Guilloutet                | Conservateur          | Propriétaire-agriculteur Propriétaire du château de Lacaze Maire de Parleboscq Député (1863-1870, 1876-1885 et 1889-1893) |
| 1898    | 1908         | Jacques Peyrebère de Guilloutet (petit-fils du précédent) | Bonapartiste          | Propriétaire Maire de Lubbon                                                                                              |
| 1908    | 1914 (décès) | Adolphe Whitcomb                                          |                       | Propriétaire du château de Lacaze à Parleboscq                                                                            |
| 1914    | 1919         | siège vacant                                              |                       | |
| 1919    | 1940         | Fernand Barrère                                           | Rad.ind.              | Maire d'Escalans |
|         |              |                                                           |                       | |
| 1943    | 1945         | Félix Gaujous                                             |                       | Maire de Gabarret Nommé conseiller départemental en 1943                                                                  |
|         |              |                                                           |                       | |
| 1945    | 1949         | Gabriel Cantal                                            | SFIO                  | Charpentier à Gabarret |
| 1949    | 1973         | Raoul Faget                                               | RGR puis UNR puis UDR | Vétérinaire Maire de Gabarret                                                                                             |
| 1973    | 1998         | André Poras                                               | PS                    | Retraité de la police Maire de Gabarret                                                                                   |
| 1998    | 2015         | Michel Herrero                                            | DVD puis UMP          | Agriculteur Maire d'Estigarde                                                                                             |

### Conseillers d'arrondissement (de 1833 à 1940)
| Période                                  | Période      | Identité       | Étiquette   | Qualité |
| ---------------------------------------- | ------------ | -------------- | ----------- | --- |
| 1833                                     | 1848         | M. Peyrebère   |             | Propriétaire à Lubbon                                                                                       |
|                                          |              |                |             | |
| 1889                                     | 1895         | M. Lanusse     | Républicain | |
|                                          |              |                |             | |
| 1907                                     | 1925         | Joseph Barrère | RG          | Agriculteur à Escalans                                                                                      |
| 1925                                     | 1926 (décès) | M. Rocher      | RG          | Médecin |
| 1926                                     | 1931         | M. Sourbès     | Républicain | |
| 1931                                     | 1940         | M. Bédouret    | Radical     | |
| 1940                                     |              |                |             | Les conseils d'arrondissement ont été suspendus par la loi du 12 octobre 1940 et n'ont jamais été réactivés |
| Les données manquantes sont à compléter. |              |                |             | |

## Composition
Le canton de Gabarret groupait quinze communes et comptait 3 636 habitants (population municipale au 1er janvier 2007).
| Communes                | Population (2012) | Code postal | Code Insee |
| ----------------------- | ----------------- | ----------- | ---------- |
| Arx                     | 65                | 40310       | 40015      |
| Baudignan               | 46                | 40310       | 40030      |
| Betbezer-d'Armagnac     | 138               | 40240       | 40039      |
| Créon-d'Armagnac        | 306               | 40240       | 40087      |
| Escalans                | 248               | 40310       | 40093      |
| Estigarde               | 74                | 40240       | 40096      |
| Gabarret                | 1 217             | 40310       | 40102      |
| Herré                   | 137               | 40310       | 40124      |
| Lagrange                | 205               | 40240       | 40140      |
| Losse                   | 271               | 40240       | 40158      |
| Lubbon                  | 104               | 40240       | 40161      |
| Mauvezin-d'Armagnac     | 104               | 40240       | 40176      |
| Parleboscq              | 512               | 40310       | 40218      |
| Rimbez-et-Baudiets      | 93                | 40310       | 40242      |
| Saint-Julien-d'Armagnac | 116               | 40240       | 40265      |

## Démographie
| 1962  | 1968  | 1975  | 1982  | 1990  | 1999  | 2006  | 2007  | - |
| ----- | ----- | ----- | ----- | ----- | ----- | ----- | ----- | - |
| 3 982 | 4 531 | 4 164 | 3 869 | 3 808 | 3 583 | 3 597 | 3 636 | - |